# Melitón Pérez
Melitón Pérez es una  historieta cómica, dibujada por Benejam (1890-1975) y publicada en la revista TBO desde su número 963, el 26 de noviembre de 1935, siendo una de las primeras series fijas publicadas en España. Se prolongó hasta la tercera época de la colección, en su número 660, de 19 de junio de 1970, publicándose posteriormente reediciones de historietas antiguas.
La serie, que oscila entre el costumbrismo y el absurdo, se desarrolla en episodios de pocas viñetas, casi siempre mudas, a través de las cuales se desarrolla un gag narrado de manera concisa y brillante. En muchos aspectos (incluyendo la apariencia del personaje protagonista), Melitón Pérez se asemeja a la exitosa serie sueca Adamson de Oscar Jacobsson (1889-1945).
La serie contó con varios guionistas, entre ellos Carles Bech y el mismo Benejam, que firmó siempre los dibujos.

## Personaje
Meliton Pérez es uno de los personajes más entrañables creados por Benejam para el TBO y adquirió periodicidad, de forma que se convirtió casi en una sección fija. A diferencia otras tiras posteriores como Eustaquio Morcillón y Babalí o La Familia Ulises, Melitón Pérez fue siempre una tira cómica en el sentido más clásico. Casi siempre constaba de cuatro viñetas (solo en algunos casos serían tres) dispuestas tanto en doble fila de dos como en una sola fila de cuatro, pero la disposición arquetípica fue la que situaba las cuatro viñetas en columna, una sobre la otra. Otra característica es la austeridad del texto. En muchos casos eran casi viñetas mudas y con pocos personajes acompañando el protagonista. Se podría decir que Meliton Pérez era un "gag" visual resuelto de manera intuitiva y casi mágica. Una historieta de cuatro viñetas es buena o no es nada y Melitón era buena. La mirada del lector podía casi de un vistazo recorrer las cuatro viñetas. Por lo tanto, el efecto de sorpresa o complicidad por la resolución de la historieta tenía que ser destacable, no podía ser banal ni tibio.
El personaje es un hombre bajito y educado que tiene una imagen realmente conservadora de la vida y de las costumbres, como muestra su indumentaria con traje de chaqueta y sombrero. Solemos encontrarlo paseando o en la intimidad del hogar. A menudo se tiene que enfrentar a situaciones en qué él aporta su solución ingeniosa y personal, sea colgando un cuadro a la pared o intentando salvar una persona que se ahoga, a pesar de que no siempre obtiene el éxito que desearía. A menudo su actuación es un reflejo de la mala suerte y del comportamiento torpe. A pesar de su permanente expresión arisca, nunca actúa con malicia y solo se llega a enfurecer cuando pierde la paciencia, a pesar de que nunca actúa con violencia.
Por otro lado, la fisionomía del personaje fue evolucionando desde unas primeras caras con poca personalidad hasta un personaje reconocible al primer vistazo. Unos ligeros y acertados cambios en el tamaño y la forma de la nariz, la disposición de los tres cabellos y la curvatura de las cejas acabaron dando un personaje redondo y brillante desde el punto de vista del dibujo.